# Tareg Hamedi
Tareg Hamedi (født 26. juli 1998) er en karateka fra Saudi-Arabien.
Han repræsenterede Saudi-Arabien under sommer-OL 2020 i Tokyo, hvor han vandt sølv i +75 kg kumite.